# Nella Anfuso
Nella Anfuso (née le 5 octobre 1942 à Alia, dans la province de Palerme en Sicile) est une soprano et musicologue italienne.

## Biographie
Nella Anfuso s'oppose aux interprétations actuelles des baroqueux et reste fidèle à ce qu'elle dénomme la bona vocalità qui, pour elle, est la seule à permettre les ornements vocaux des pièces de Caccini, Monteverdi, Vivaldi, Porpora ou Scarlatti.